# BMW・M4
M4は、ドイツの自動車メーカー・BMWが製造・販売しているクーペおよびカブリオレ型のスポーツカーである。
4シリーズをベースに、BMWのレース部門およびモータースポーツ関連の研究開発を担当する子会社であるBMW Mがチューニングしたモデルである。

## 初代（2014年-2020年）F82/F83
BMWのラインナップ再編によってクーペ系車種が偶数となったことに伴い、E92型M3クーペおよびE93型M3カブリオレの後継モデルとして発売された。

### 日本での販売
2014年2月19日、M4クーペがBMW JAPANから発売された。
2014年９月以降、軽量マグネシウム製オイルパンを廃止。
2015年1月26日、DTMシリーズチャンピオンを記念した特別限定車「BMW M4 DTM Champion Edition」を発売。世界限定23台で日本への割り当ては5台となり、同日から同年2月末まで購入希望者の予約受付を実施し、同年3月に抽選が行われた。納車は2015年5月予定と発表されている。特別装備として、マルコ・ヴィットマンがDTMでドライブしたレースカーの外観をモチーフとしたフィルムによるラッピングや、M Performanceアクセサリーが含まれる。また、インテリアトリムとドアシルには、マルコ・ヴィットマンのサインが入っている。
2015年9月10日、特別仕様車「M4 Coupe M Performance Edition」（限定17台）と「M4 Coupe Individual Edition」（限定10台）を発表した。「M4 Coupe M Performance Edition」は、M Performanceアクセサリーとして、カーボン製フロントスプリッター、リアディフューザー、リアスポイラー等の外装、スポーツステアリング・ホイールIIなどが装備される。「M4 Coupe Individual Edition」は、メリノレザー（オパールホワイト）、レザーフィニッシュダッシュボードの他、harman/kardonサラウンドサウンドシステム等が装備される。
2016年4月15日、「M4 GTS」を発表。世界限定700台で、日本への割り当ては30台となる。最高出力500馬力を発生する専用エンジンを搭載し、専用のインテリアトリムやホイール、サスペンションなどを装備。リアシートは装備されておらず、専用のロールバーが装備される。ロールバーには4点式シートベルトのアタッチメントも装備されている。また、有機LEDを採用したテールランプを装備する。
2016年11月14日、同年のDTMシリーズチャンピオンを記念した特別仕様車「BMW M4 DTM Champion Edition」を発表。2014年の特別仕様車と同様に、マルコ・ヴィットマンがDTMで優勝したことを記念したもので、2014年仕様との差異としてはレースカーの外観をモチーフにしたフィルム等は装備されなかったものの、専用のMストライプが装備される他、エンジン及び外装の仕様などが「M4 GTS」と同等となった。なお、フロントスポイラーなど細かな点で「M4 GTS」とは異なるパーツが装着される。また、ドイツ本国仕様ではカーボンボンネットが装備されているが、日本正規輸入仕様は通常モデルと同様のボンネットに変更されている。
2016年4月18日、M3セダンおよびM4クーペ共通のオプション追加として「コンペティション・パッケージ」が発表された。エンジンの最高出力が450馬力に引き上げられ、専用DSC及びディファレンシャルセッティング、専用シートなどが装備される。
2016年11月14日、同年のDTMシリーズチャンピオンを記念した特別限定車「BMW M4 DTM Champion Edition」を発表。世界限定200台で、日本割り当て25台となった。「M4 GTS」と同一の専用エンジンを搭載し、専用エアロパーツ、チタンマフラーの他、「M4 GTS」同様に有機LEDのテールランプなどが装備された。

### LCI
- 2017年5月9日、M3と同時にマイナーチェンジとなるLCIを実施。4シリーズと同意匠のLEDヘッドライト及びテールライトを採用した。コンペティション仕様はオプション装備ではなく、モデル体系の一つとしてラインナップしている[8]。
- 2017年5月10日、限定モデルとなるM4 CSを限定60台にて販売する事を発表。専用スポイラー、ディフューザーやアロイ・ホイールの他内装はM4 GTSを彷彿とさせる軽量化仕様の専用部品となっている。本モデルにもOLED仕様のテールライトが装備される。また、エンジンは専用のチューニングが施された仕様となり、最大出力を460馬力としている[9]。
- 2017年8月28日、M4 Competitionにマニュアルトランスミッションを設定[10]。
- 2017年11月、ドライブシャフトを太いカーボン製から細いスチール製へ変更を行い、スペースに排気ガス規制に適応させるための浄化装置を装備した。
- 2017年12月25日、BMW M3セダン/M4クーペCompetitionの限定モデル「M Heat Edition」の発売を発表した。M3/M4それぞれ15台ずつとなり、納車は2018年2月より開始と発表。BMW M3 / M4 Competitionをベースに、Individualにて設定可能な「タンザナイト・ブルー・メタリック」を装備する他、専用塗装の20インチMライト・アロイ・ホイール666M、M Performanceの外装及び内装部品を装備する[11]。
- 2018年5月24日、M4カブリオレがBMW JAPANにより発売開始を発表。納車は同年秋以降と発表した。 M4カブリオレは、Competition仕様・DCT・右ハンドルのみの設定となり、ベースモデル及びMT、左ハンドルは日本仕様として設定されない。 併せて、限定車となる「BMW M4カブリオレ30 Jahre（ドライシッヒ・ヤーレ）」を10台限定で販売すると発表した。これは、M3カブリオレの初代モデル発表から30周年を記念するモデルで、M3にて限定販売された「30 Jahre」と同等の仕様となる。専用カラーのインテリア及びエクステリアの他、専用レタリングが施されたシートなどが特別装備として装備される[12]。
- 2020年1月15日、BMW M4 Edition Heritageの発売を発表。M4 CompetitionをベースにMの3色をイメージした限定カラーと特別装備の限定仕様車で、世界で750台限定となる。そのうち日本への割り当ては30台と発表された。内訳は下表のとおり。装備は、ルーフに専用のMストライプが入る他、スカッフプレートやインテリアパネルが専用ロゴ入りとなる。  アルミホイールは、M4 Competitionに装備されている666Mだが、オービット・グレーに塗装される限定仕様の物が装備される。  シート形状はM4 Competitionと同様だが、シート表皮は個々のボディカラーに合わせてカラーリングが異なる専用シートがあしらわれる[13]。

| ボディカラー         | 台数 |
| -------------------- | ---- |
| ラグナ・セカ・ブルー | 15   |
| ベルベット・ブルー   | 10   |
| イモラ・レッド       | 5    |

### スペック
| グレード                                 | 製造年     | エンジン型式 | エンジン                                            | 排気量  | 最高出力/最大トルク | 変速機               | 駆動方式 | ハンドル位置 |
| ---------------------------------------- | ---------- | ------------ | --------------------------------------------------- | ------- | ------------------- | -------------------- | -------- | ------------ |
| M4 クーペ（6MT）                         | 2014年2月- | S55B30A      | 直列6気筒 ツインターボ                              | 2,979cc | 431ps/56.1kgm       | 6速 MT               | 後輪駆動 | 右/左        |
| M4 クーペ（7DCT）                        | 2014年2月- | S55B30A      | 直列6気筒 ツインターボ                              | 2,979cc | 431ps/56.1kgm       | 7速 M DCT Drivelogic | 後輪駆動 | 右           |
| M4 クーペ Competition（6MT）             | 2017年8月- | S55B30A      | 直列6気筒 ツインターボ                              | 2,979cc | 450ps/56.1kgm       | 6速 MT               | 後輪駆動 | 右/左        |
| M4 クーペ/カブリオレ Competition（7DCT） | 2016年4月- | S55B30A      | 直列6気筒 ツインターボ                              | 2,979cc | 450ps/56.1kgm       | 7速 M DCT Drivelogic | 後輪駆動 | 右           |
| M4 クーペ CS（7DCT）                     | 2017年     | S55B30A      | 直列6気筒 ツインターボ (ウォーターインジェクション) | 2,979cc | 460ps/61.1kgm       | 7速 M DCT Drivelogic | 後輪駆動 | 右/左        |
| M4 GTS（7DCT）                           | 2016年     | S55B30A      | 直列6気筒 ツインターボ (ウォーターインジェクション) | 2,979cc | 500ps/61,2kgm       | 7速 M DCT Drivelogic | 後輪駆動 | 右/左        |

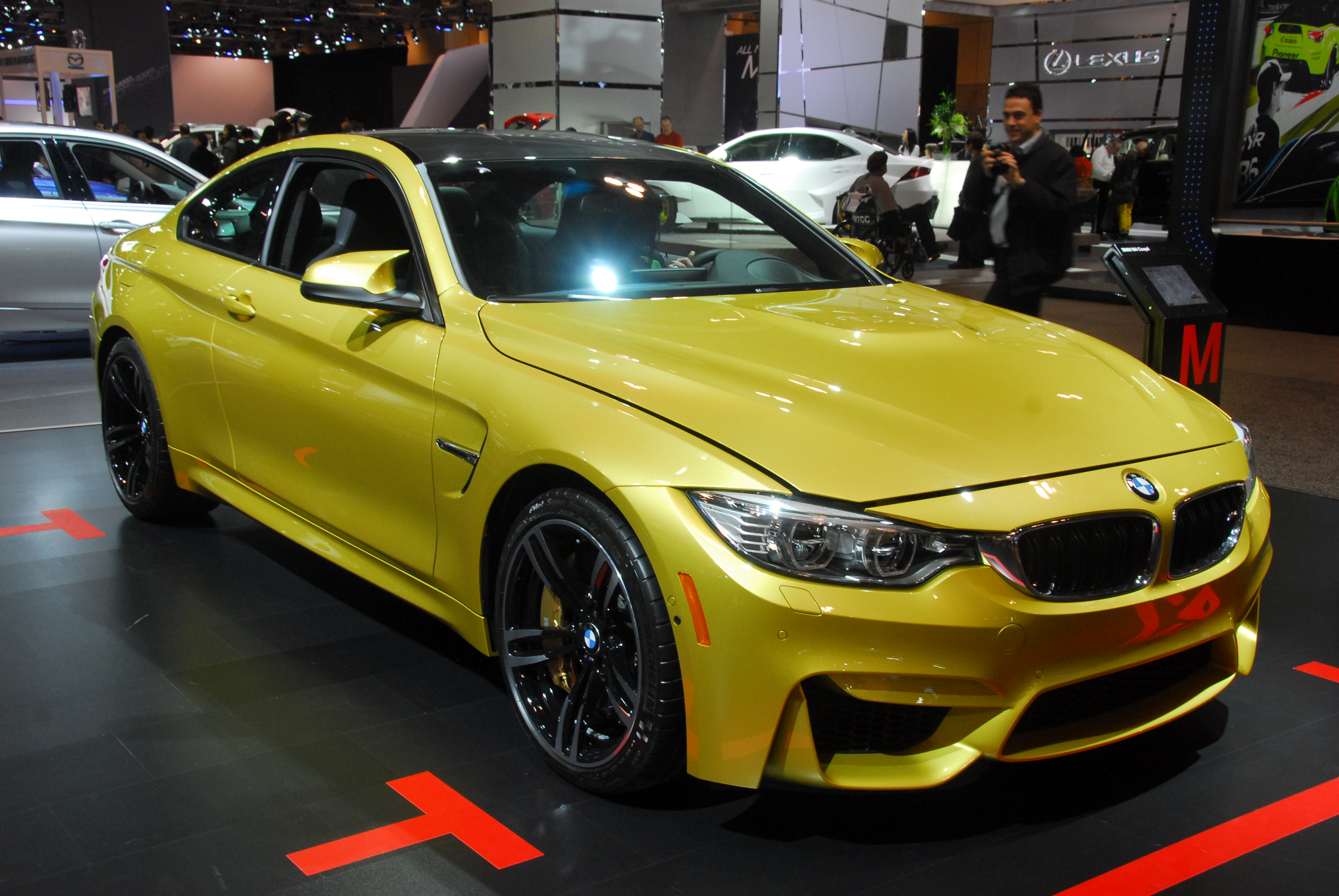
M4 クーペ LCI前 / 北米仕様
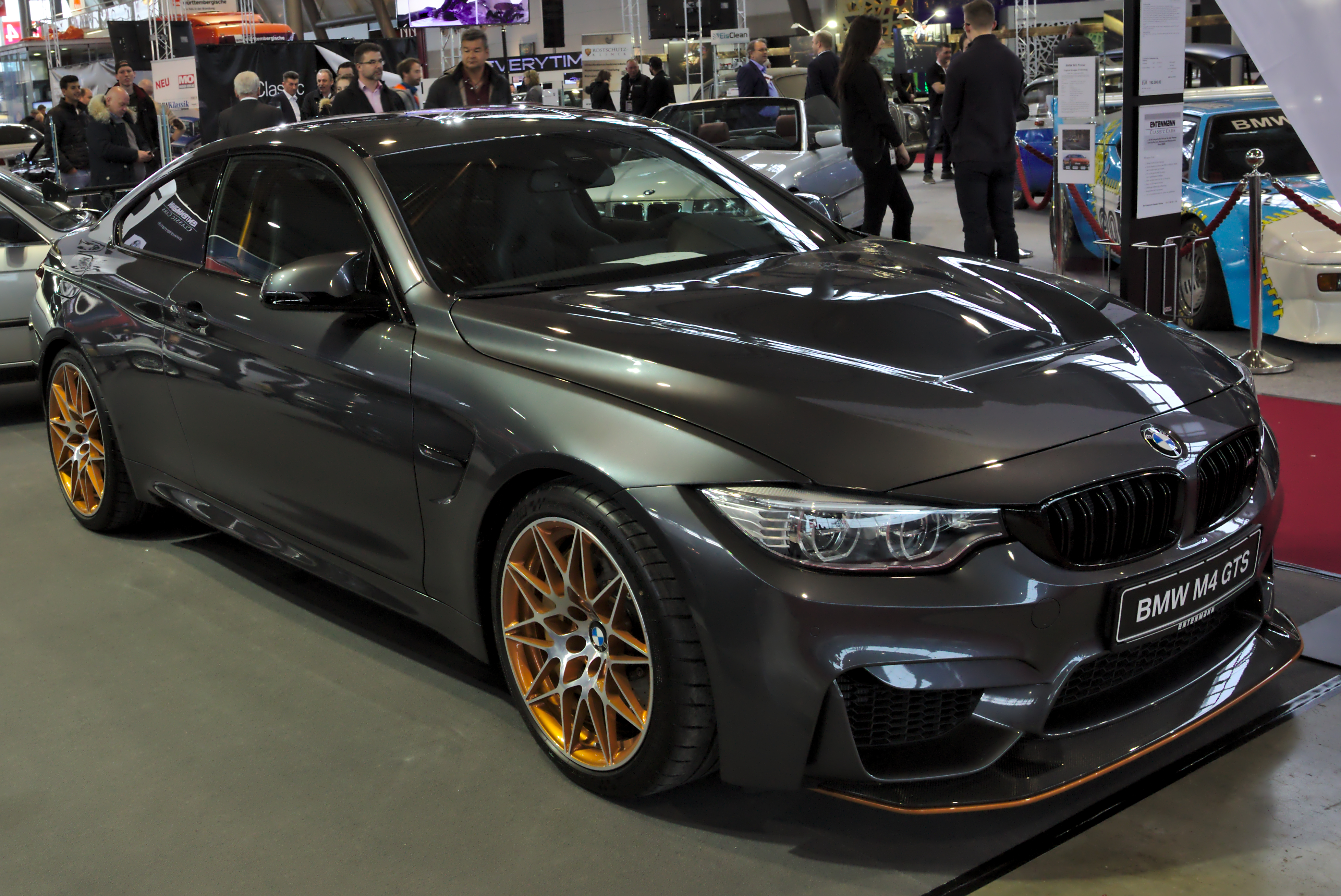
M4 GTS
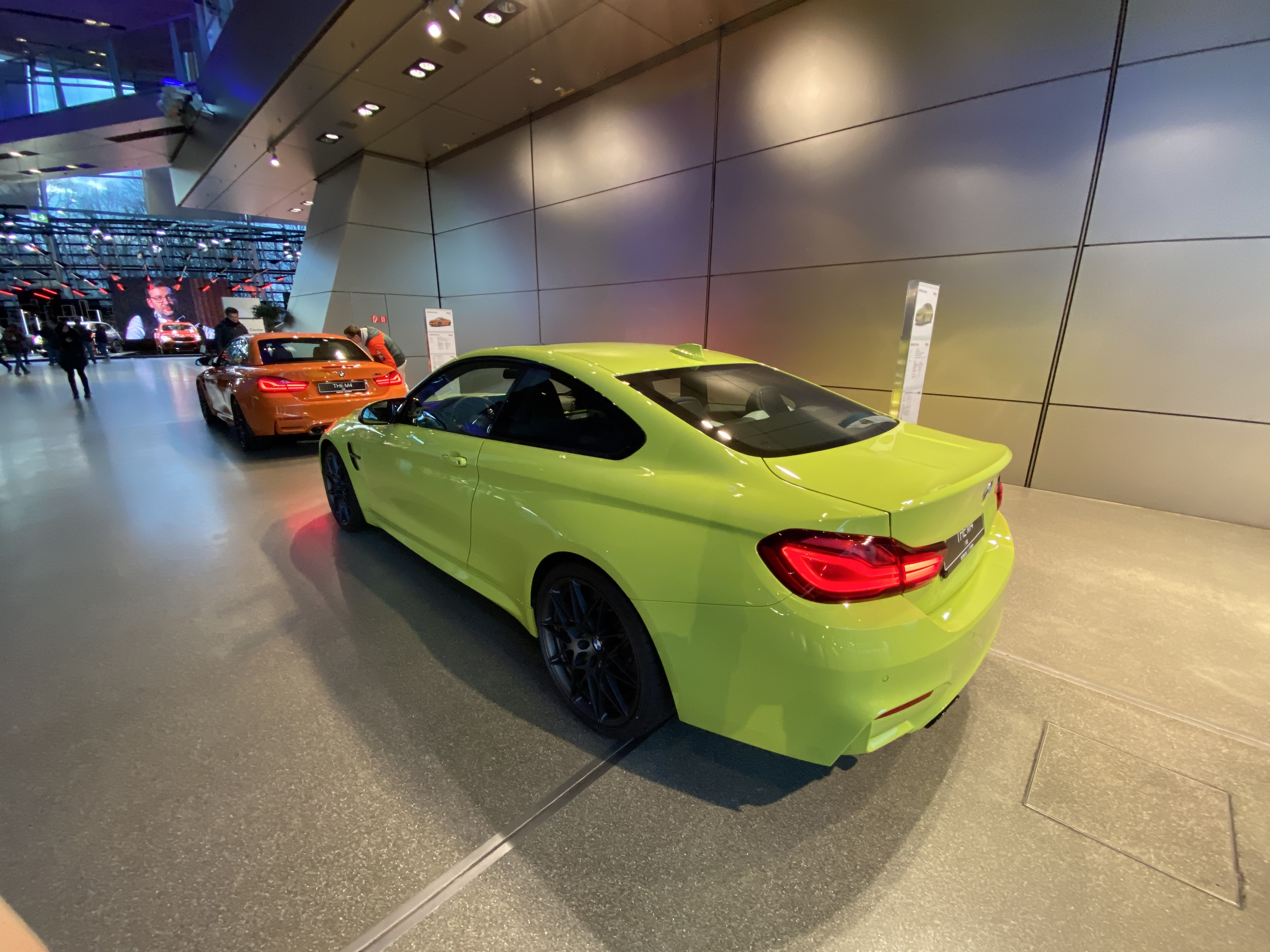
BMW F82 M4 LCI / コンペティション / 本国仕様
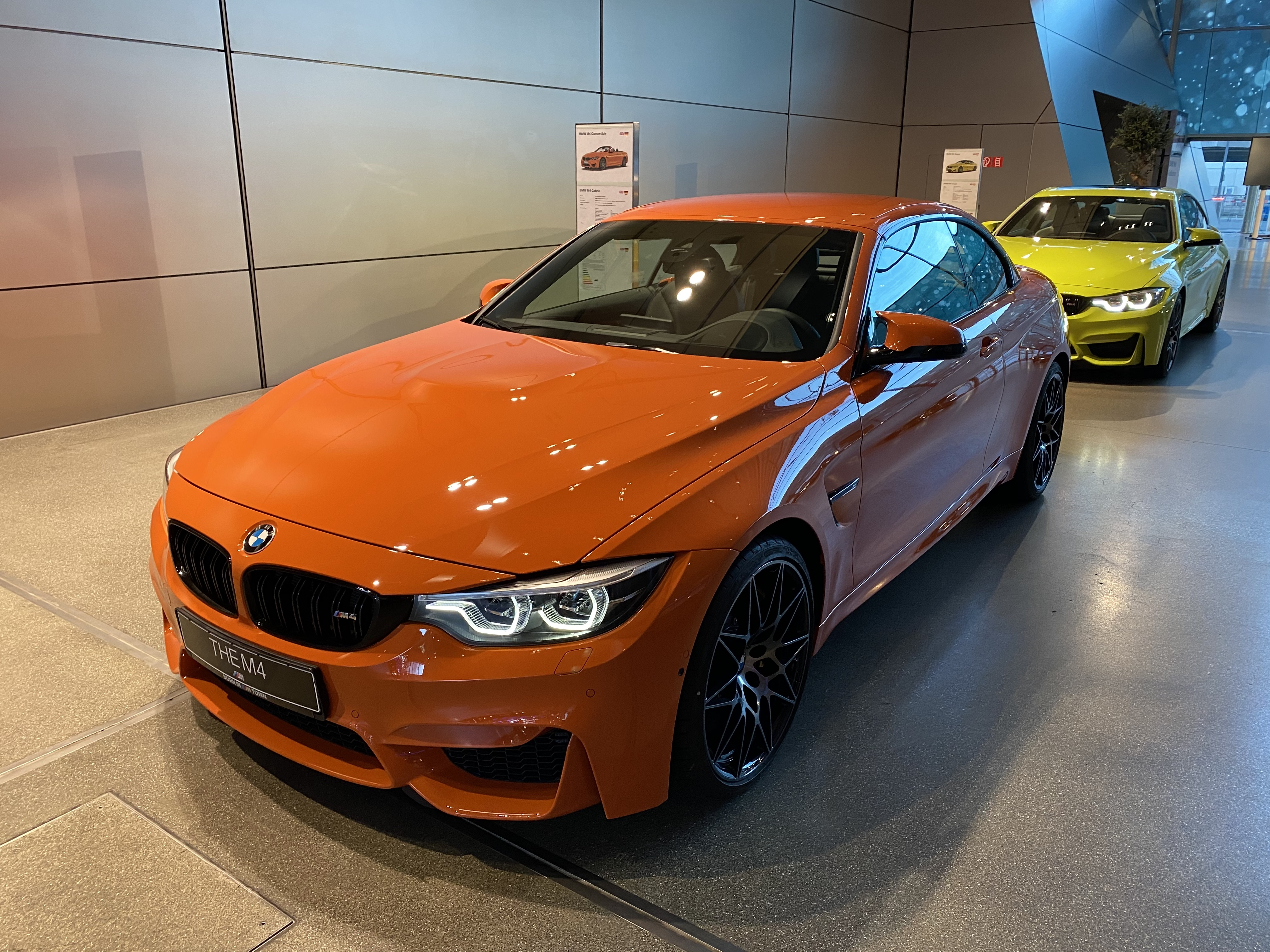
BMW F83 M4 LCI / コンペティション / 本国仕様

### M4 GT4
- 2017年5月24日、グループGT4規格に準拠したレーシングカーの「M4 GT4」が発表された。GT4規格で開催される国際レース等に参加する事を目的としたモデルである[14]。
- 2018年3月12日、BMW Team StudieがM4 GT4を用いてブランパン GTシリーズ・アジアに参戦を発表。同年のシリーズでチームチャンピオンを獲得した[15]。
- 2019年3月20日、BMW Team StudieがM4 GT4を用いてブランパン GT ワールドチャレンジ・アジアに参戦を発表。同年のシリーズでは81号車単独でのレースが多く、2台体制のTeam iRace.WinのメルセデスAMGにポイントが及ばず、チームチャンピオンの獲得はできなかったが、ドライバーズチャンピオンを獲得した[16][17]。
- 2020年3月11日、BMW Team StudieがM4 GT4を用いてピレリスーパー耐久シリーズに参戦する事を発表した。なお、チームは「SS/YZ Racing with Studie」と「Teamサントメ・プリンシペwith Studie」となった。また本体制発表はCOVID-19の影響によりオンライン配信での体制発表会となった[18]。

| グレード       | 製造年     | エンジン型式 | エンジン               | 排気量  | 最高出力/最大トルク     | 変速機               | 駆動方式 | ハンドル位置 |
| -------------- | ---------- | ------------ | ---------------------- | ------- | ----------------------- | -------------------- | -------- | ------------ |
| M4 GT4（7DCT） | 2017年5月- | S55B30A      | 直列6気筒 ツインターボ | 2,979cc | 431ps/-- *BoPにより変動 | 7速 M DCT Drivelogic | 後輪駆動 | 左           |

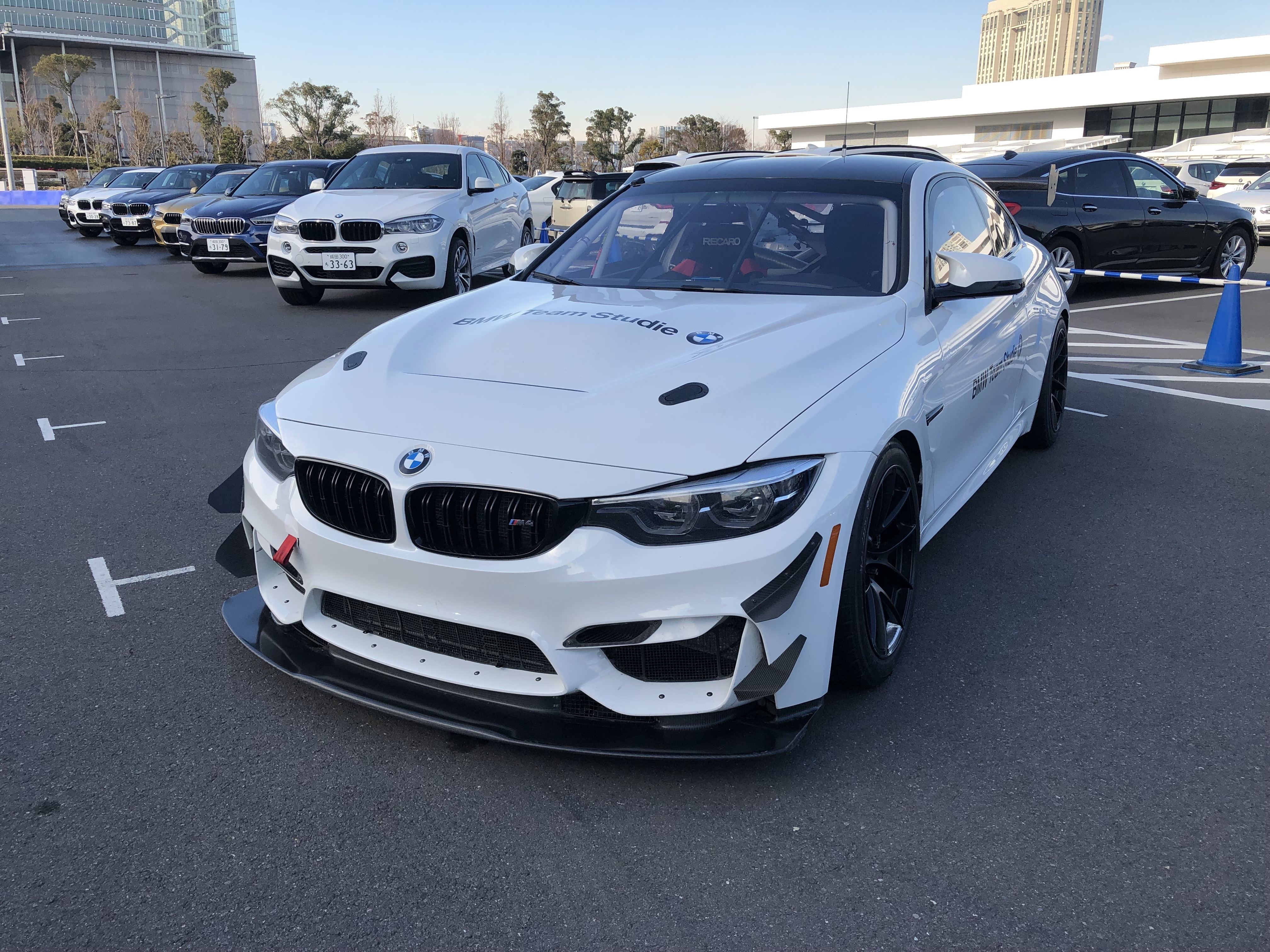
BMW M4GT4 Team Studie
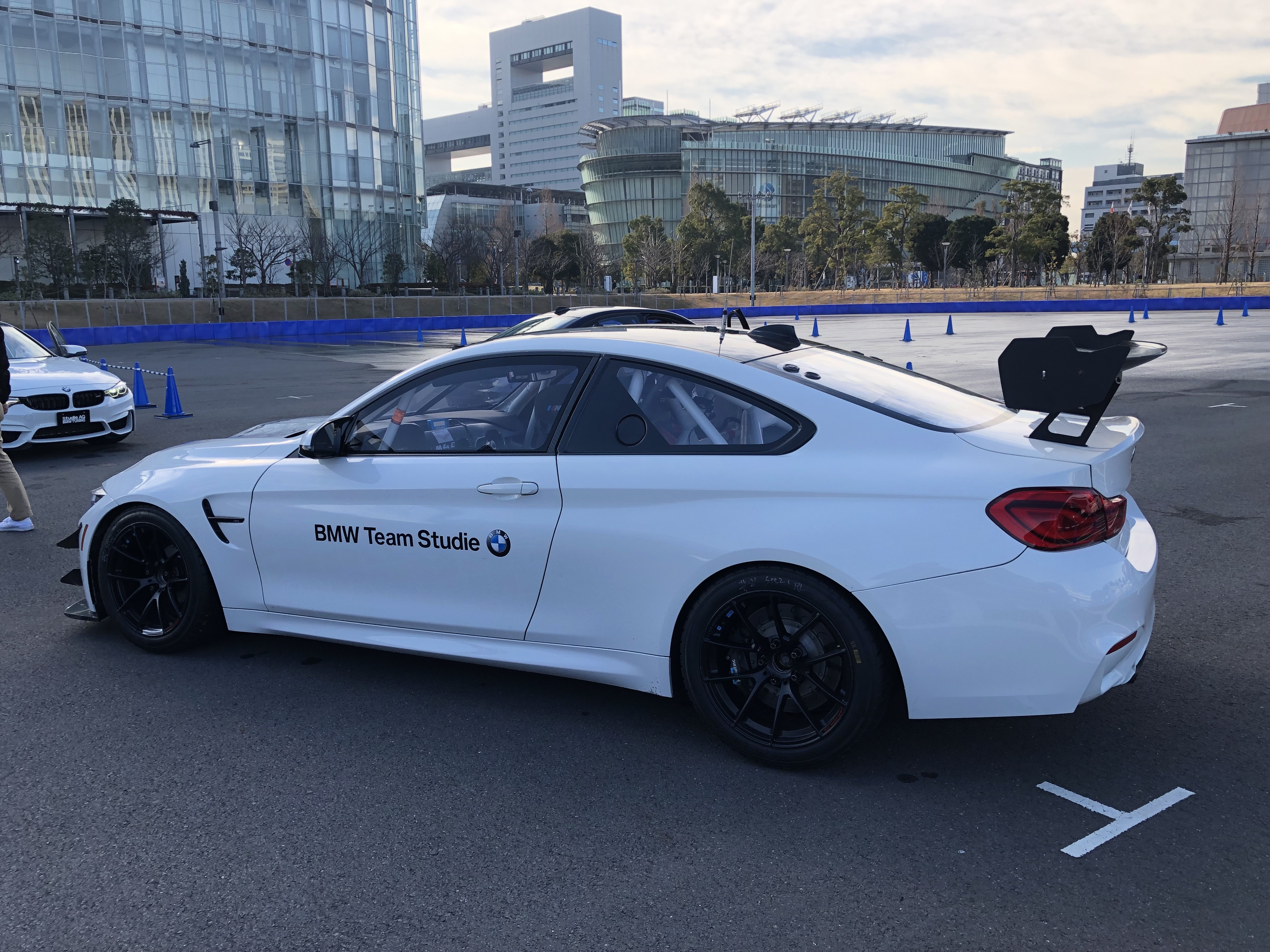
BMW M4GT4 Team Studie
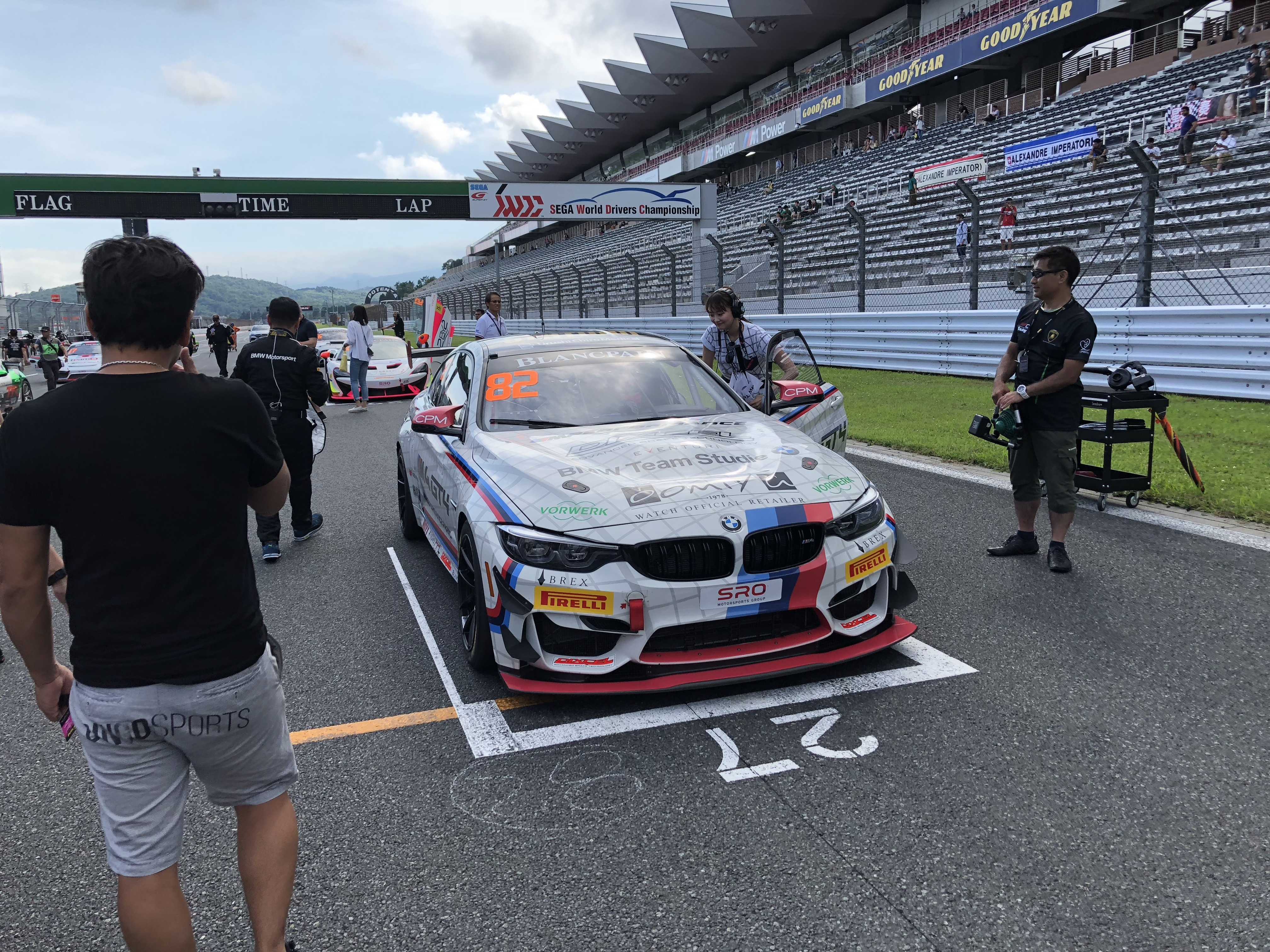
M4GT4 BMW Team Studie 2018
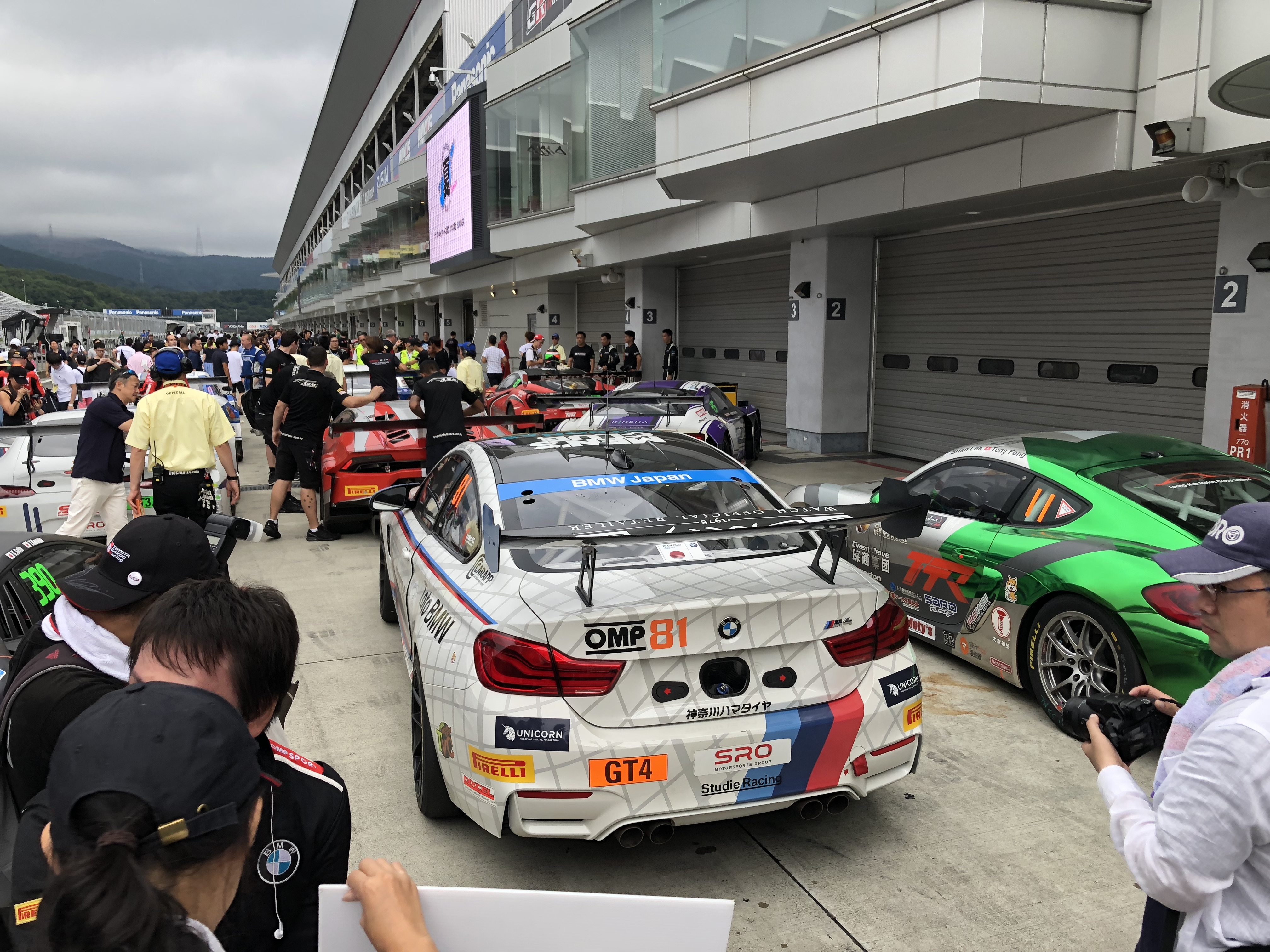
M4GT4 BMW Team Studie 2018

### M4 DTM
ドイツツーリングカー選手権（DTM）に参戦するために制作された車両。M4の名前を冠しており外装もM4に準じたものとなっているが、モノコックなどの主要部品はDTM車両専用品となり、エンジンも専用開発のエンジンが搭載されるなど、メカニズムは市販車とは全くの別物である。
2014年 - 2018年はV型8気筒自然吸気エンジン、2019年からは直列4気筒ターボエンジンが搭載されている。日本のSUPER GT・GT500クラスと主要部品の共通化が進められており、Class1規格車両となる予定である。
| グレード     | 参戦年 | エンジン          | エンジン形式 | 排気量 | 馬力         | 駆動方式 | ハンドル位置 | レース最高順位 | シーズン総合成績(ドライバー) |
| ------------ | ------ | ----------------- | ------------ | ------ | ------------ | -------- | ------------ | -------------- | ---------------------------- |
| M4 DTM NA    | 2014   | V型8気筒 自然吸気 | P66          | 4000cc | 480PS        | 後輪駆動 | 左           | 1位            | 1位(マルコ・ヴィットマン)    |
| M4 DTM NA    | 2015   | V型8気筒 自然吸気 | P66          | 4000cc | 480PS        | 後輪駆動 | 左           | 1位            | 4位(ブルーノ・スペングラー)  |
| M4 DTM NA    | 2016   | V型8気筒 自然吸気 | P66          | 4000cc | 480PS        | 後輪駆動 | 左           | 1位            | 1位(マルコ・ヴィットマン)    |
| M4 DTM NA    | 2017   | V型8気筒 自然吸気 | P66/1        | 4000cc | 500PS        | 後輪駆動 | 左           | 1位            | 5位(マルコ・ヴィットマン)    |
| M4 DTM NA    | 2018   | V型8気筒 自然吸気 | P66/1        | 4000cc | 500PS        | 後輪駆動 | 左           | 1位            | 4位(マルコ・ヴィットマン)    |
| M4 Turbo DTM | 2019   | 直列4気筒 ターボ  | P48          | 2000cc | 610PS + 30PS | 後輪駆動 | 左           | 1位            | 3位(マルコ・ヴィットマン)    |
| M4 Turbo DTM | 2020   | 直列4気筒 ターボ  | P48          | 2000cc | 580PS + 60PS | 後輪駆動 | 左           | 1位            | 5位(ティモ・グロック)        |

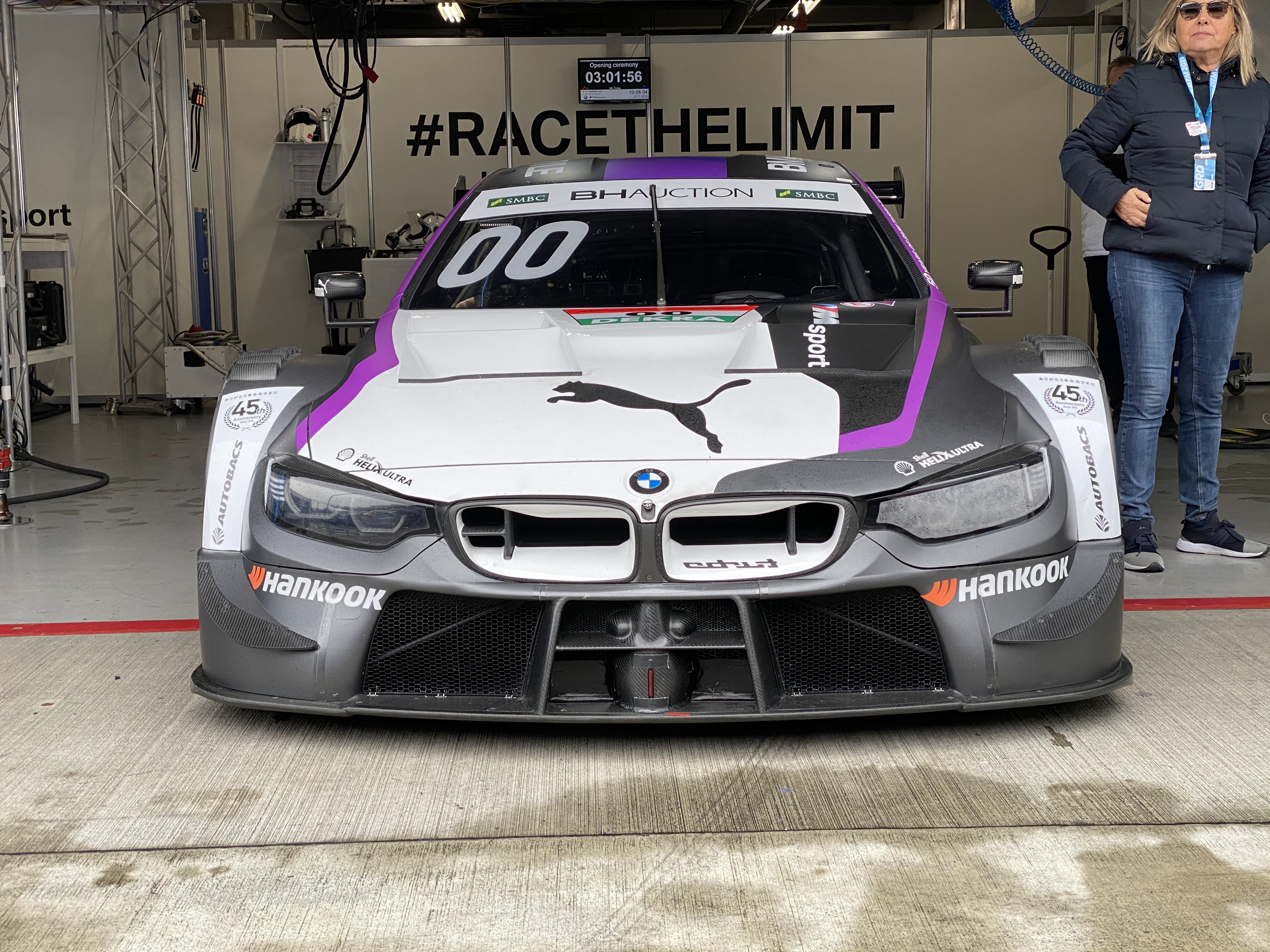
BMW M4DTM 2019年SuperGT/DTM交流戦
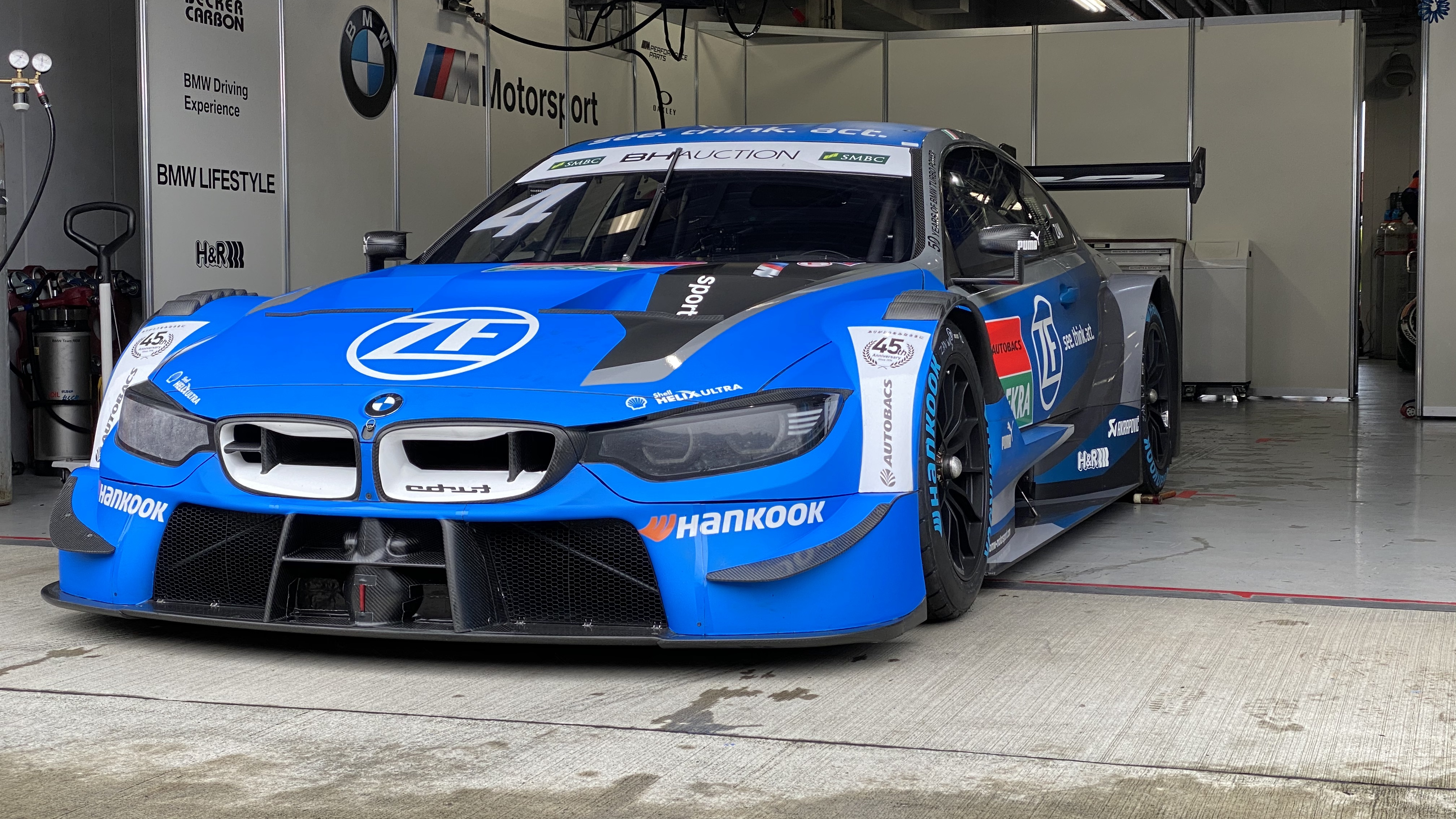
BMW M4DTM 2019年SuperGT/DTM交流戦
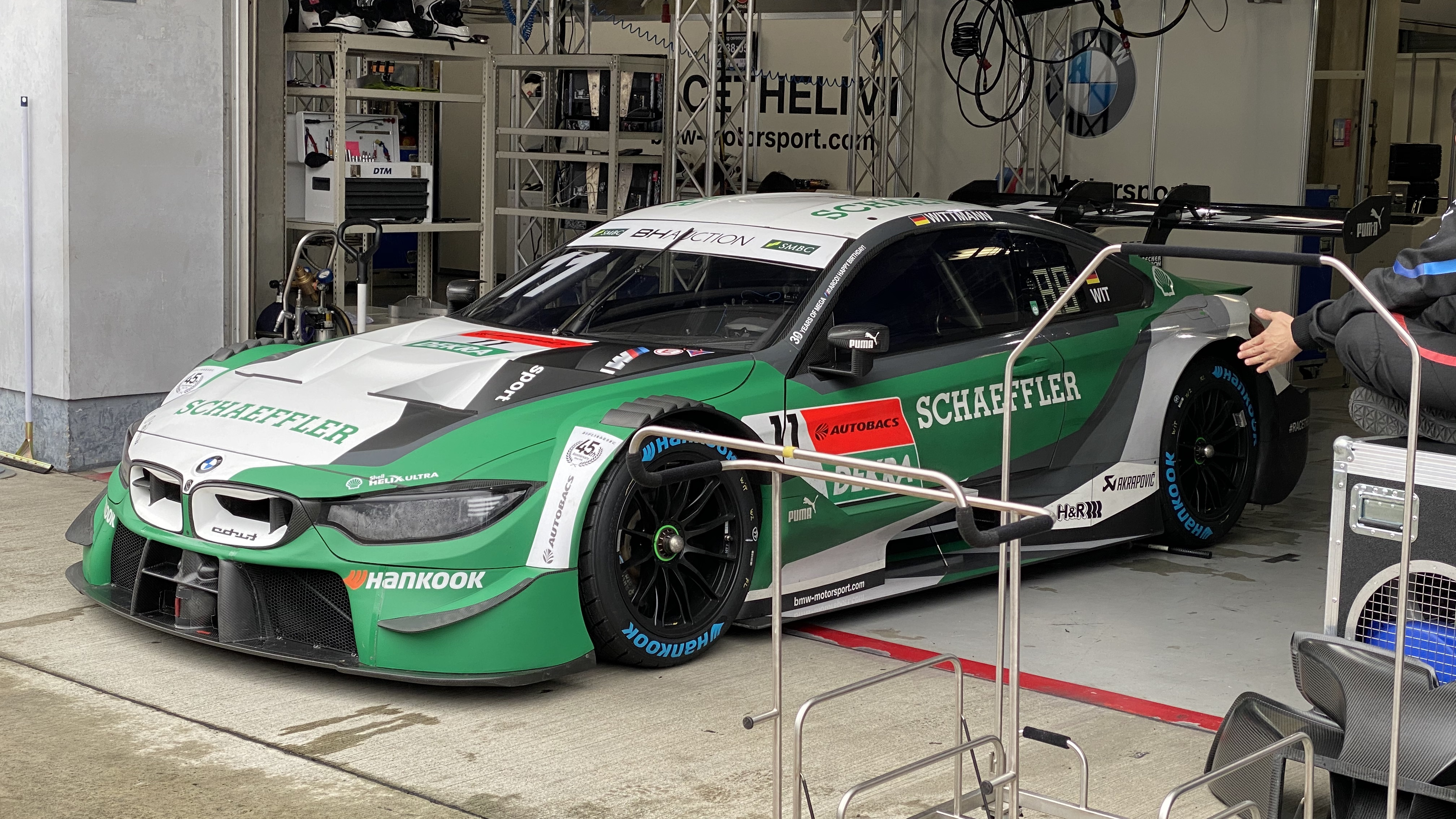
BMW M4DTM 2019年SuperGT/DTM交流戦

## 2代目（2020年-）G82/G83
モデルコードはクーペがG82、コンバーチブルがG83。
BMWは2020年9月23日に新型M4クーペを発表し、同時に2021年3月発売予定とアナウンスした。2021年5月28日にはコンバーチブルモデルを発表した。
エクステリアは2020年にフルモデルチェンジしたG22型4シリーズクーペのデザインを踏襲しており、フロントグリルはMダブルバーの横格子のグリルが装備される。内装も同様にG22型4シリーズを踏襲するが、メーターやステアリングパドル、シートなどは専用装備となっている。ボディサイズは先代と比較して全体的に大型化され、全長で109mm、全幅で17mm、全高で8mm、ホイールベースで47mm大きくなった。
エンジンはB58をベースとしたS58型直列6気筒エンジンが搭載され、最高出力はベースモデルで480馬力、コンペティションモデルで510馬力を発生する。トランスミッションは6速MTと8速ATが設定され、ドイツ本国仕様についてはベースモデルは6速MT+FRの組み合わせ、コンペティションモデルは8速AT+FRもしくは4WDの組み合わせとなる。なお、先代に存在したデュアルクラッチトランスミッション（M DCT）モデルは設定されない。
タイヤおよびホイールは前後異径で、フロント9.5Jx18(275/40ZR18)、リア10.5Jx19(285/35ZR19)が標準装備となる。

### スペック
| グレード                                  | 製造年     | エンジン型式 | エンジン               | 排気量 | 最高出力/最大トルク | 変速機                                | 駆動方式 |
| ----------------------------------------- | ---------- | ------------ | ---------------------- | ------ | ------------------- | ------------------------------------- | -------- |
| M4 Coupé（6MT）                           | 2021年3月- | S58B30B      | 直列6気筒 ツインターボ | 2992cc | 480ps/550Nm         | 6速 MT                                | 後輪駆動 |
| M4 Coupé Competition（8AT）               | 2021年3月- | S58B30A      | 直列6気筒 ツインターボ | 2992cc | 510ps/650Nm         | 8速Mステップトロニック（Drivelogic付) | 後輪駆動 |
| M4 Coupé Competition M xDrive（8AT)       | 2021年4月- | S58B30A      | 直列6気筒 ツインターボ | 2992cc | 510ps/650Nm         | 8速Mステップトロニック（Drivelogic付) | 4輪駆動  |
| M4 Convertible Competition M xDrive (8AT) | 2021年5月- | S58B30A      | 直列6気筒 ツインターボ | 2992cc | 510ps/650Nm         | 8速Mステップトロニック（Drivelogic付) | 4輪駆動  |

### 日本仕様

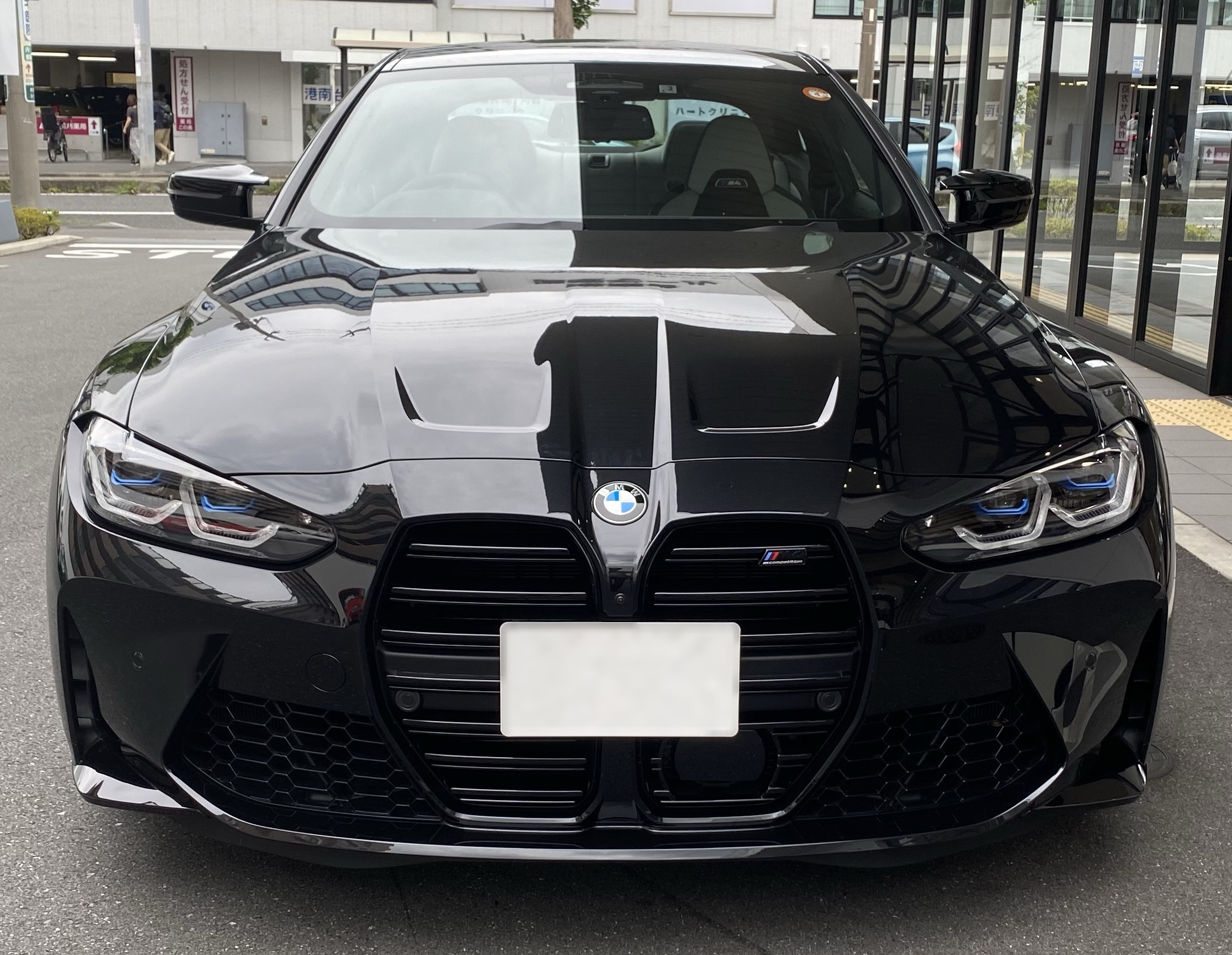
M4 コンペティション

BMW JAPANはG82型M4の日本正規導入モデルを、G80型M3と併せて2021年1月26日に発表した。。駆動方式は当初FR（後輪駆動）のみで、4輪駆動（xDrive）モデルについては2021年9月3日に追加導入を発表し、同年9月末以降順次納車とした。トランスミッションは8速ステップトロニック（トルクコンバータ式オートマチック）と6速MTが設定される。なお、ハンドル位置は左右から選択可能である。
グレード構成としては、サーキット走行などを見据えて一部の運転支援装備を非装着とし、代わりにMカーボン・セラミック・ブレーキ、Mカーボン・バケット・シートなどを装備した「Track Package」が用意される。

### 日本での販売
- 2021年1月26日、M3と同時に発表[25]。
- 2021年9月3日、四輪駆動モデルを追加[24]。
- 2021年9月10日、「M4 Cabriolet Competition M xDrive」を発表。同日より発売を開始した。[26]
- 2022年7月以降、CompetitionのFRモデルが販売終了、M4、M4 Competition M xDriveおよびM4 Competition M xDrive Track Packageのラインナップに変更された。

### スペック(日本仕様)
| グレード                                     | 製造年              | エンジン型式 | エンジン                  | 排気量 | 最高出力/最大トルク | 変速機           | 駆動方式 | ハンドル位置 |
| -------------------------------------------- | ------------------- | ------------ | ------------------------- | ------ | ------------------- | ---------------- | -------- | ------------ |
| M4 クーペ                                    | 2021年3月-          | S58B30B      | 3.0直列6気筒 ツインターボ | 2992cc | 480ps/550Nm         | 6速 MT           | 後輪駆動 | 右/左        |
| M4 クーペ Competition                        | 2021年3月-2022年6月 | S58B30A      | 3.0直列6気筒 ツインターボ | 2992cc | 510ps/650Nm         | 8速 M Steptronic | 後輪駆動 | 右/左        |
| M4 クーペ Competition Track Package          | 2021年3月-2022年6月 | S58B30A      | 3.0直列6気筒 ツインターボ | 2992cc | 510ps/650Nm         | 8速 M Steptronic | 後輪駆動 | 右/左        |
| M4 クーペ Competition M xDrive               | 2021年9月-          | S58B30A      | 3.0直列6気筒 ツインターボ | 2992cc | 510ps/650Nm         | 8速 M Steptronic | 四輪駆動 | 右/左        |
| M4 クーペ Competition M xDrive Track Package | 2021年9月-          | S58B30A      | 3.0直列6気筒 ツインターボ | 2992cc | 510ps/650Nm         | 8速 M Steptronic | 四輪駆動 | 右/左        |
| M4 カブリオレ Competition M xDrive           | 2021年9月-          | S58B30A      | 3.0直列6気筒 ツインターボ | 2992cc | 510ps/650Nm         | 8速 M Steptronic | 四輪駆動 | 右           |

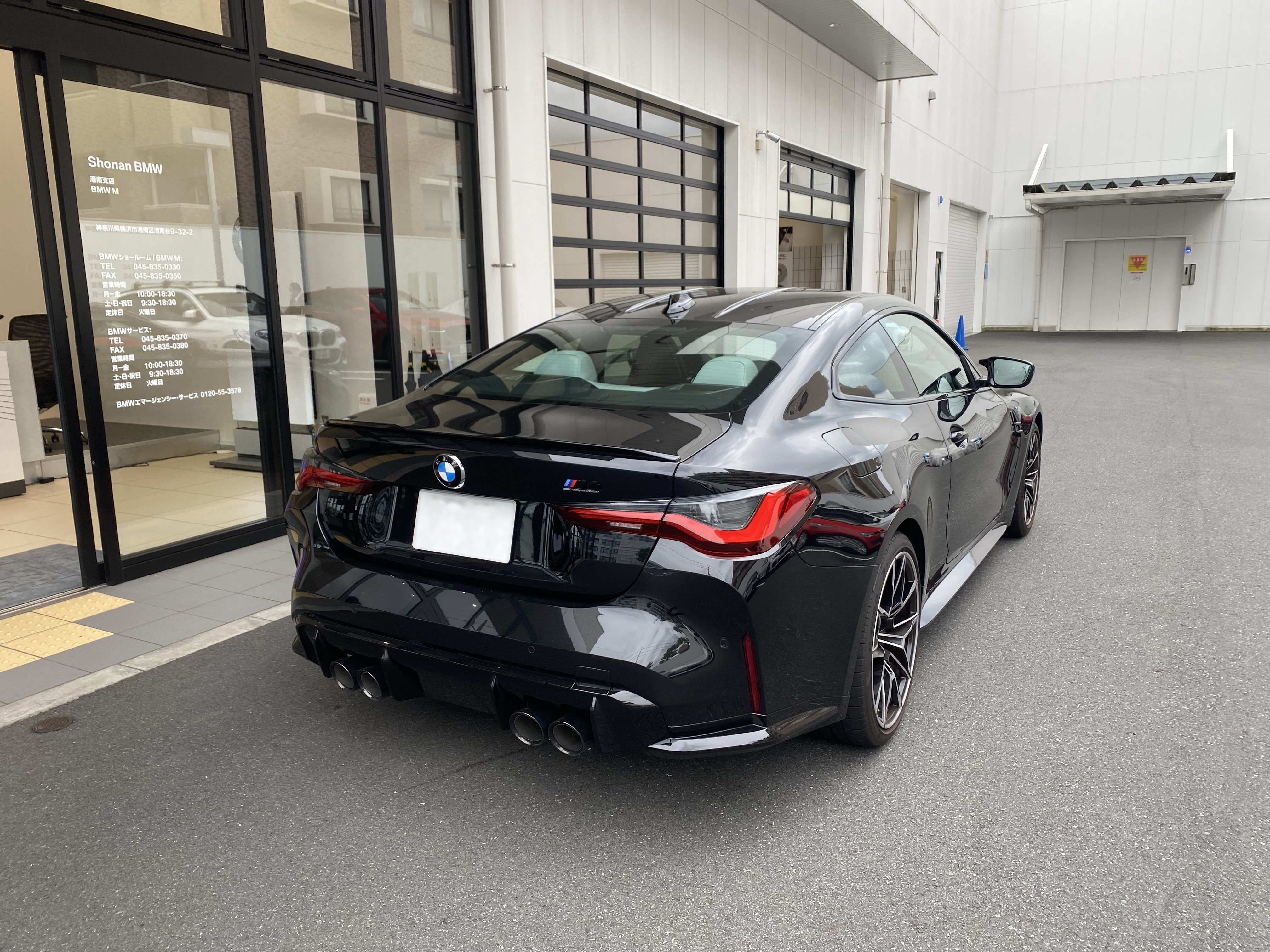
G82 M4コンペティション　リア
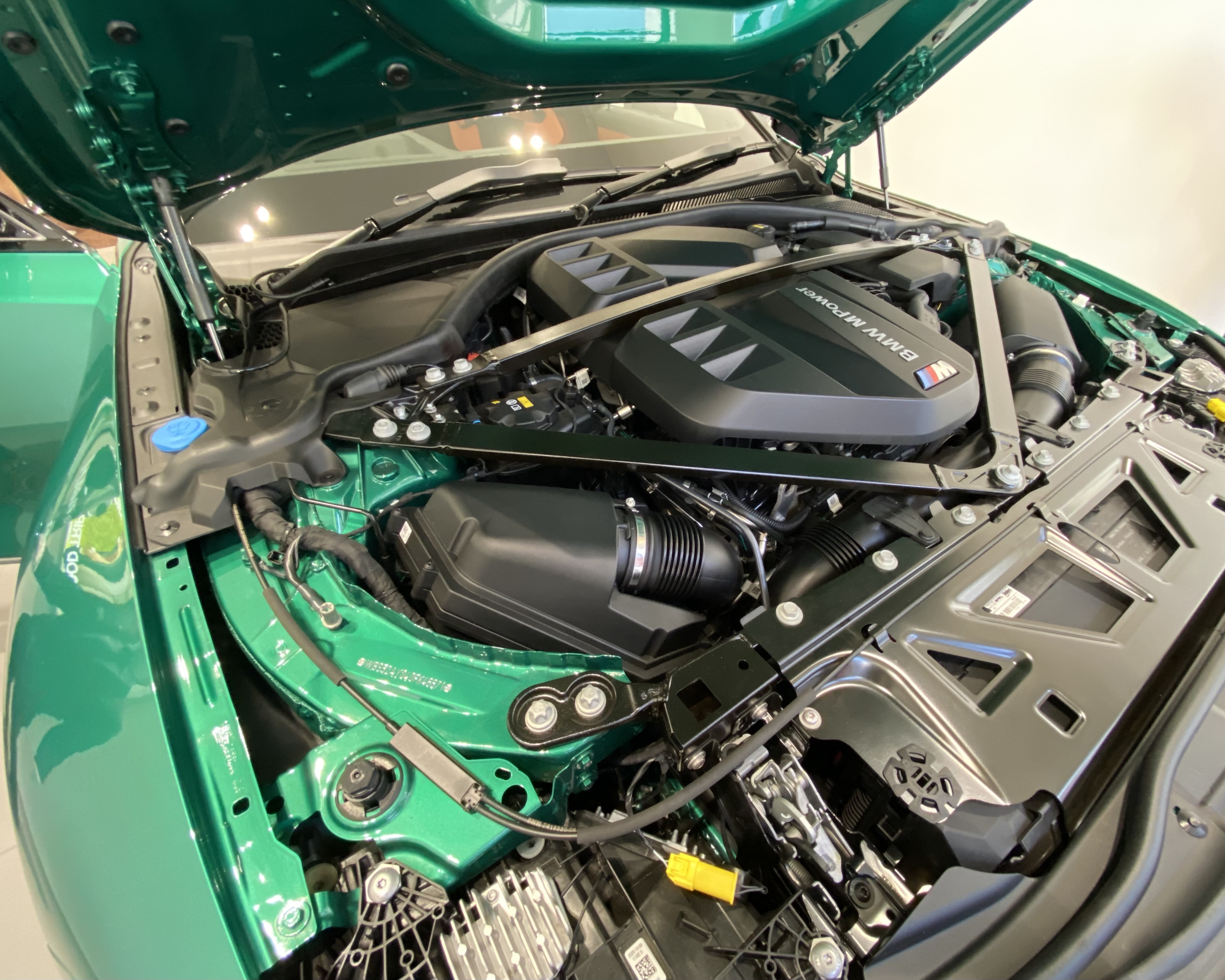
B58B30Aエンジン。画像はG80 M3に搭載のもの。尚レイアウト等はG80/G82共通
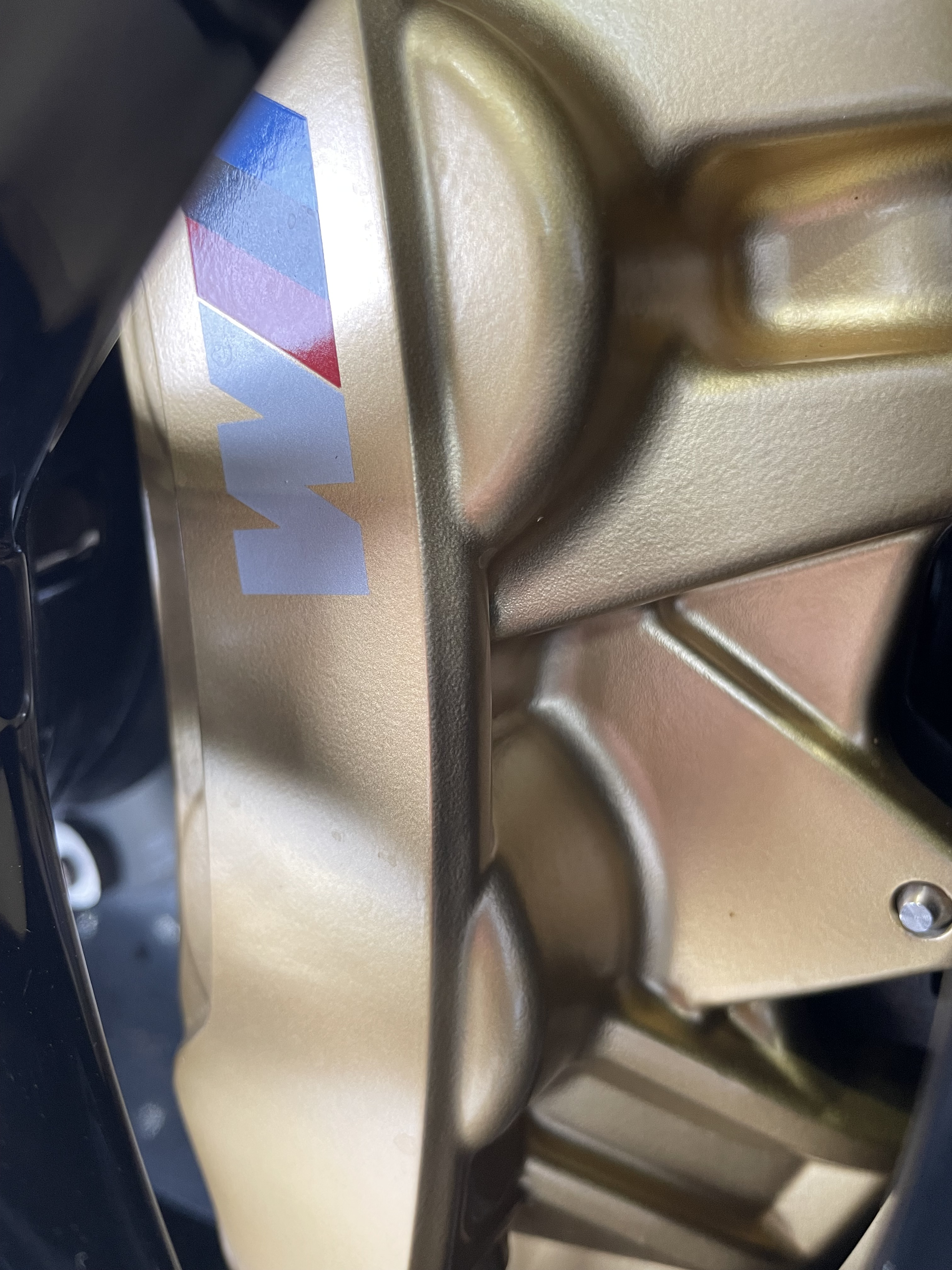
G82M4のフロントカーボンセラミックブレーキ。日本仕様ではゴールドキャリパーである。

### LCI
2024年1月31日にBMW AGからM4およびM4 ConvertibleのLCIが発表された。M4 Competition MxDriveモデルは従来の510馬力から530馬力に出力が引き上げられた他、ヘッドライトデザインの変更、インテリアデザイン(ダッシュボード及びステアリング)の変更などが主な変更点になる他、レーザーLEDテールランプ(M4CSL装着品と同等品)がオプション設定された。また、ヘッドライトデザインの変更に伴いレーザーLEDヘッドライトが廃止された。
日本仕様について、BMW Japanは2024年3月時点で公式な発表をしていないが、Webサイト及びコンフィングレータはLCI仕様に変更されており、在庫検索を見てもLCI仕様の入荷情報がアップデートされている。
BMW Japanのコンフィングレータを元にした仕様の変更は以下の通り。(2024年3月25日現在)
- M4 Pure/6MTモデルは廃止され、Competition M xDrive仕様のみになった。
- 19/20インチM鍛造ホイール・ダブルスポーク・スタイリング825Mのシルバーが設定可能になった。
- ファインブラッシュ・アルミニウム・トリムが新規採用された。ハイグロス・ブラック・トリムは廃止されたと見られる。
- 日本仕様はLEDレーザーテールが標準装備となる。

### M4 GT3
2019年12月6日にM6 GT3に次ぐ新型のグループGT3車両としてM4 GT3が発表された。2022年シーズンのレース参戦に向けて開発を進める旨の発表がされている。2022年からはレイホール・レターマン・ラニガン・レーシングが、ユナイテッド・スポーツカー選手権のGTD ProクラスにM4 GT3で参戦。2023年からはチームWRTもBMW陣営に加わり、インターコンチネンタルGTチャレンジ（IGTC）、GTワールドチャレンジ・ヨーロッパにM4 GT3で参戦する。
日本のレーシングチームでは、BMW Team Studieが2022年のSUPER GTからM4 GT3で参戦し、第3戦鈴鹿300kmレースでクラス優勝している。
| グレード             | 製造年 | エンジン型式 | エンジン         | 排気量  | 最高出力/最大トルク     | 変速機                | 駆動方式 | ハンドル位置 |
| -------------------- | ------ | ------------ | ---------------- | ------- | ----------------------- | --------------------- | -------- | ------------ |
| M4 GT3（Xtrack 6速） | 2022年 | P58          | 直列6気筒 ターボ | 2,993cc | 590ps/-- *BoPにより変動 | Xtrac 6-speed gearbox | 後輪駆動 | 左           |

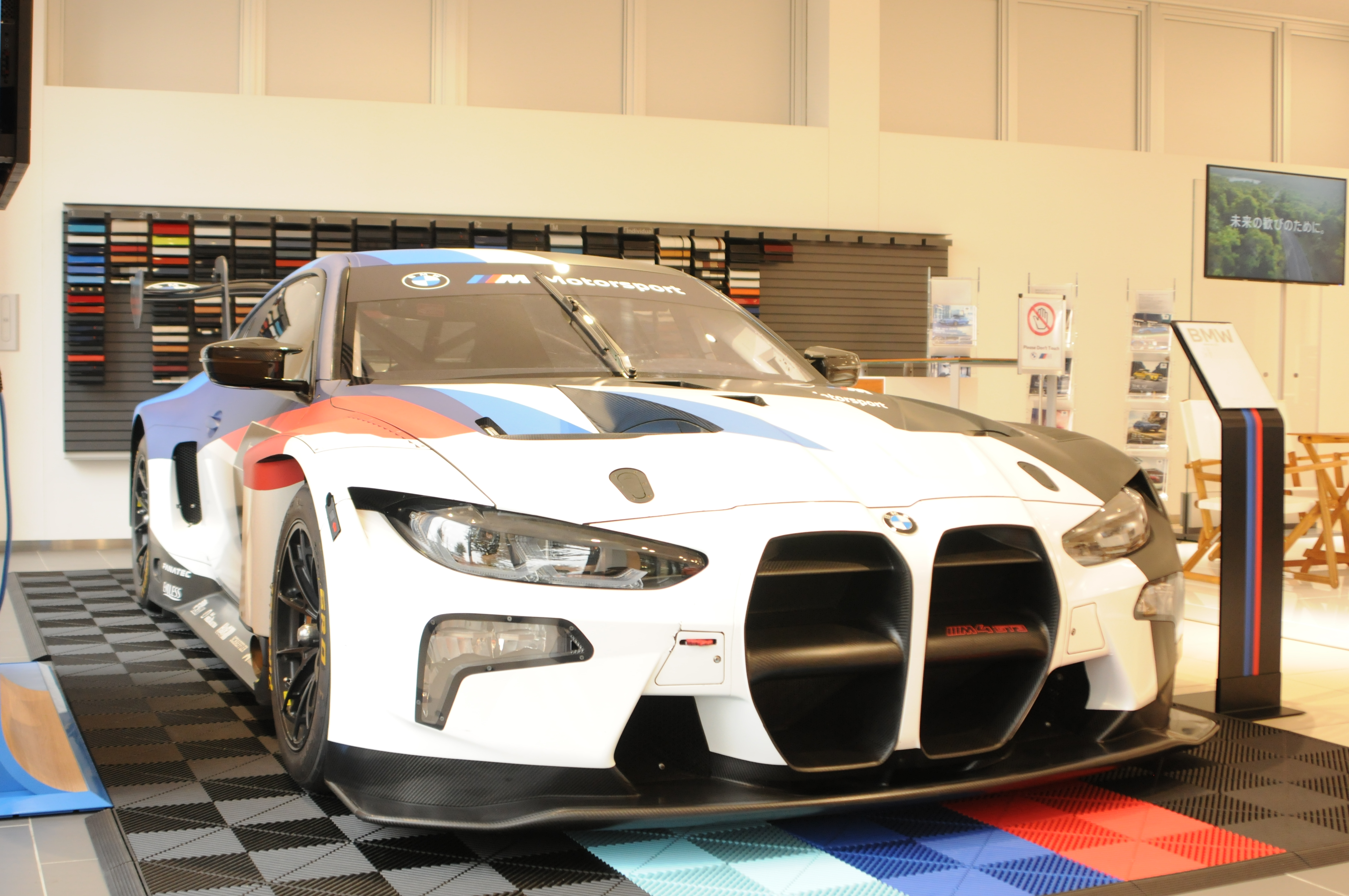
M4 GT3 TotoBMW展示
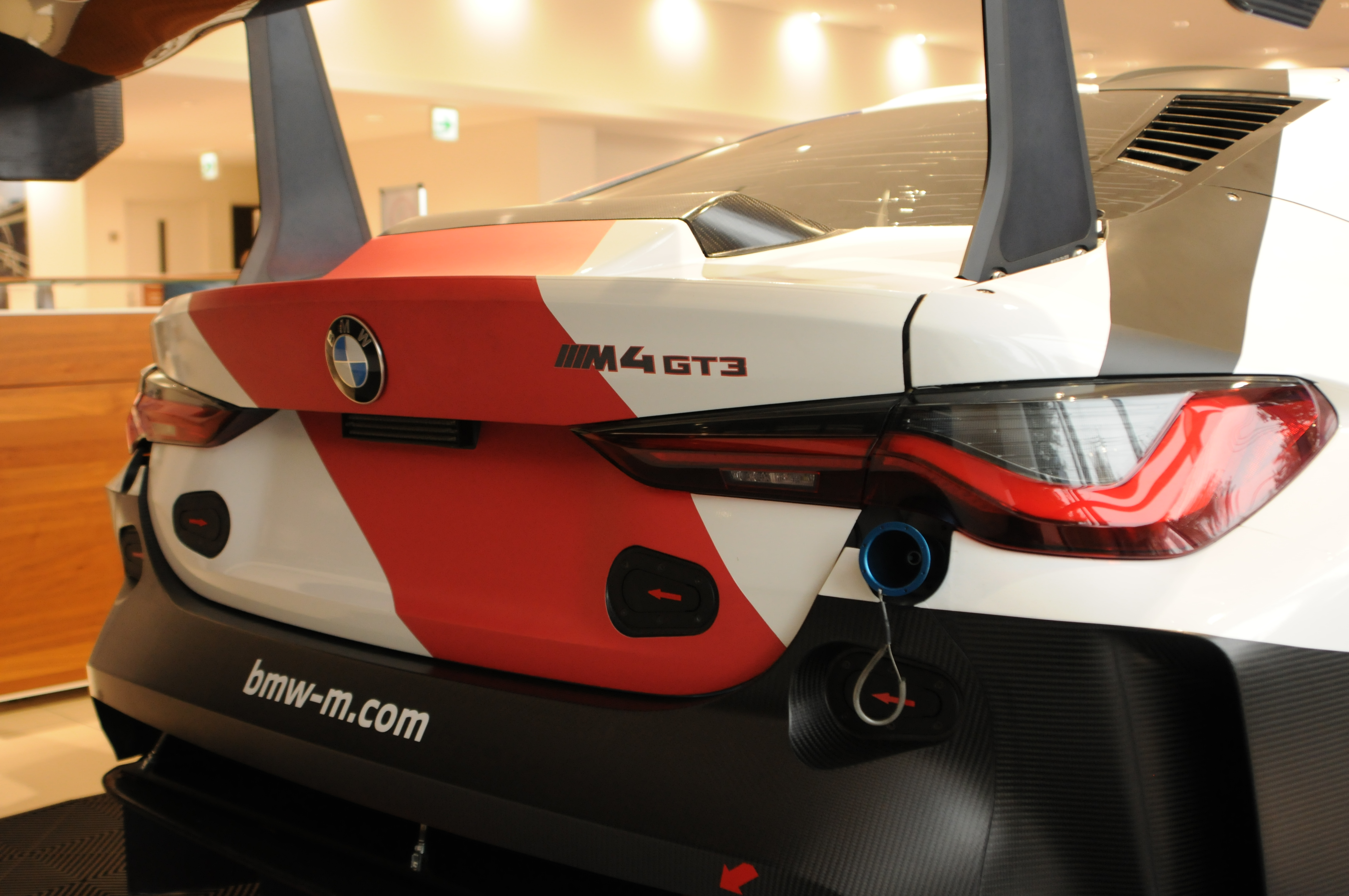
M4 GT3 TotoBMW展示
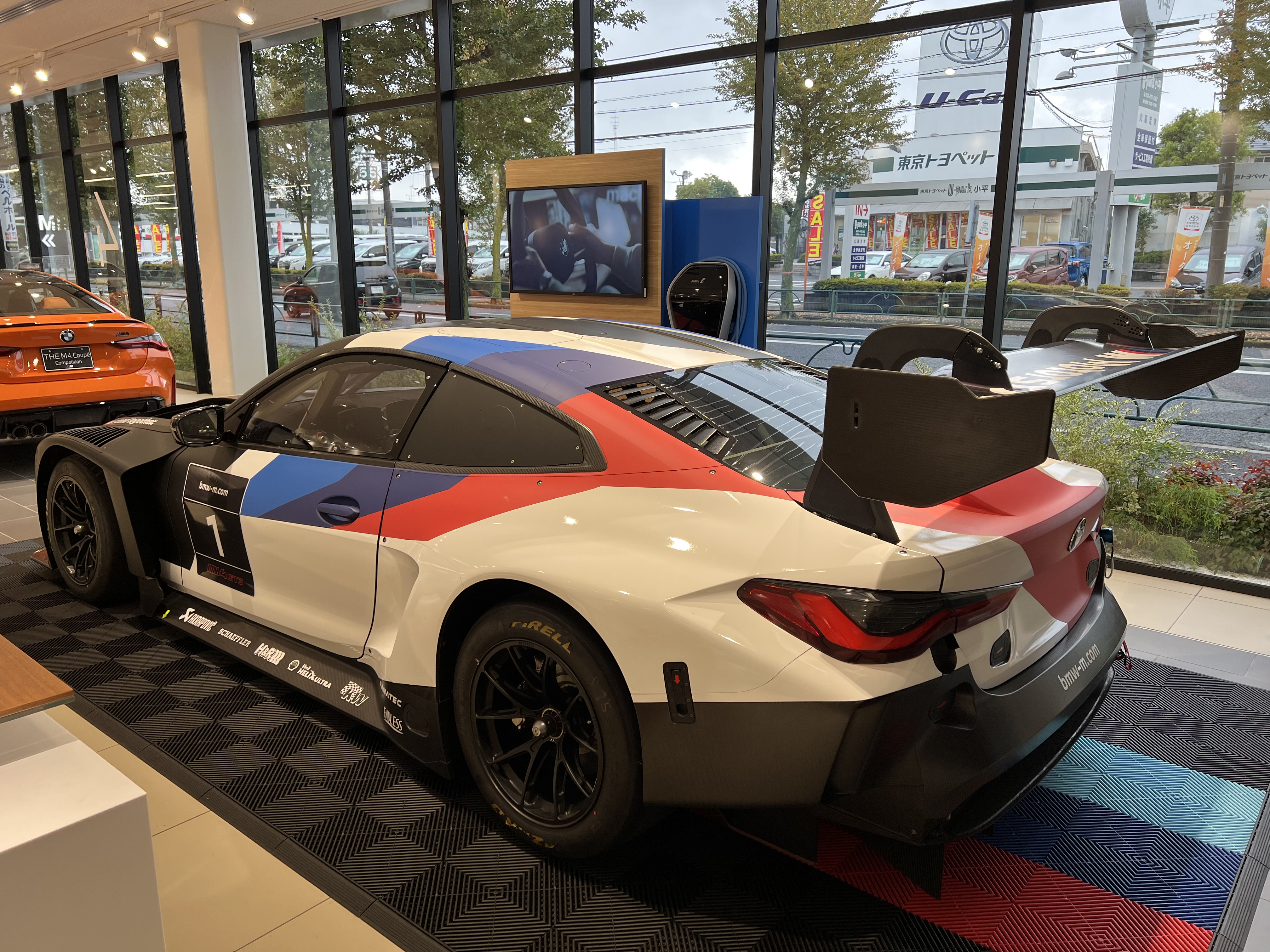
M4 GT3 TotoBMW展示
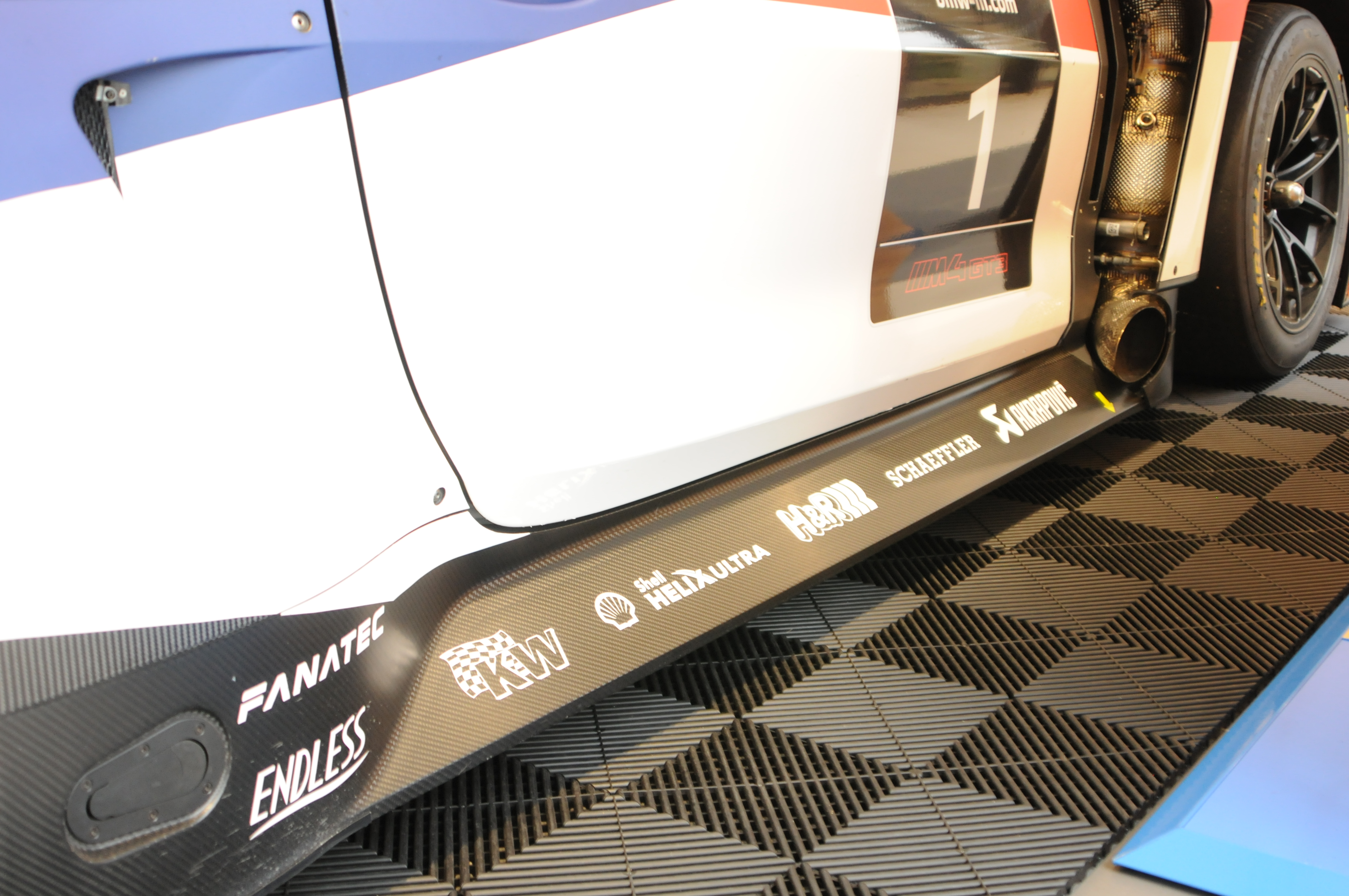
M4 GT3 サイド部分とサプライヤーロゴ。
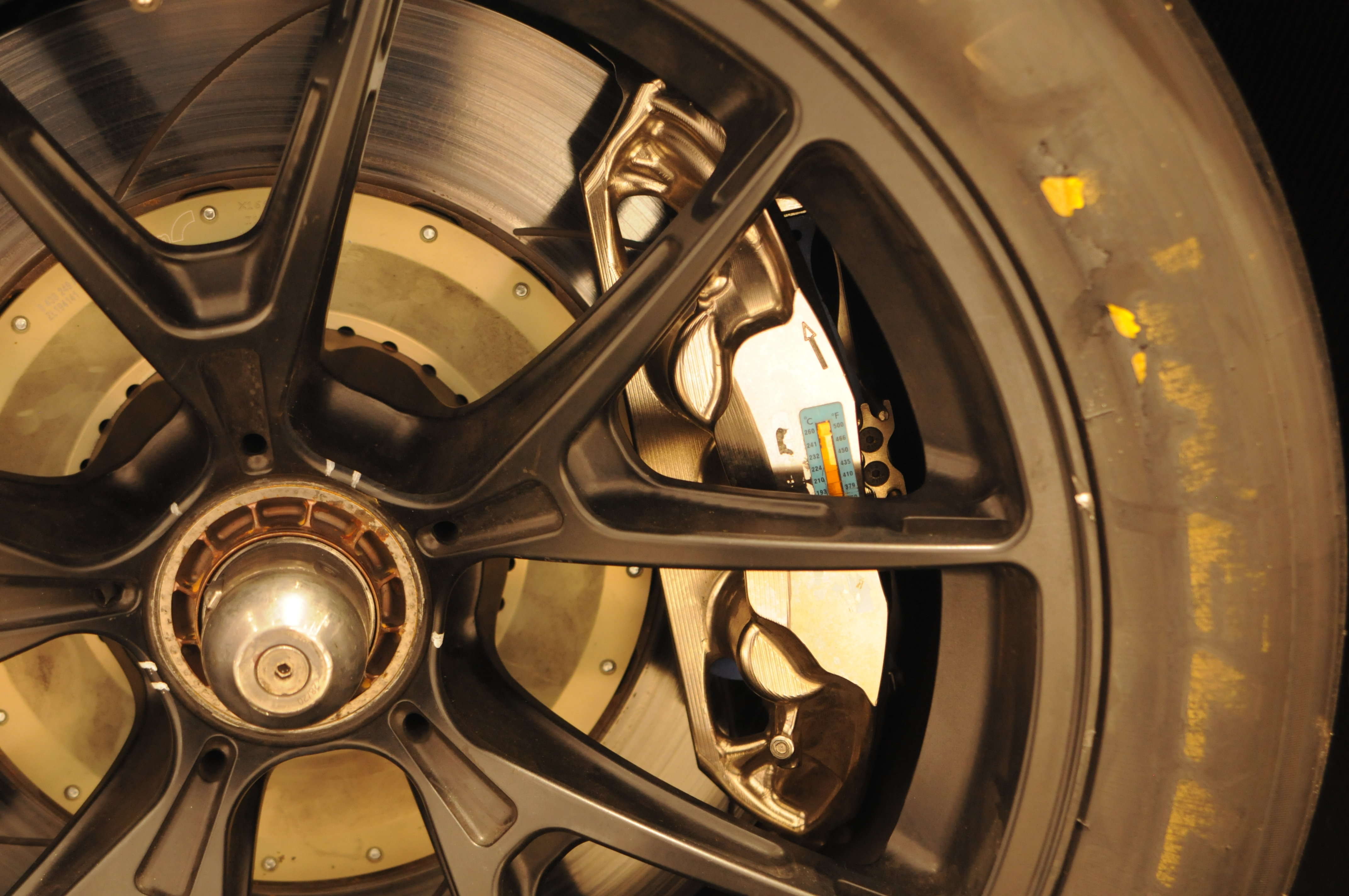
M4 GT3 フロントホイールとブレーキキャリパー周辺
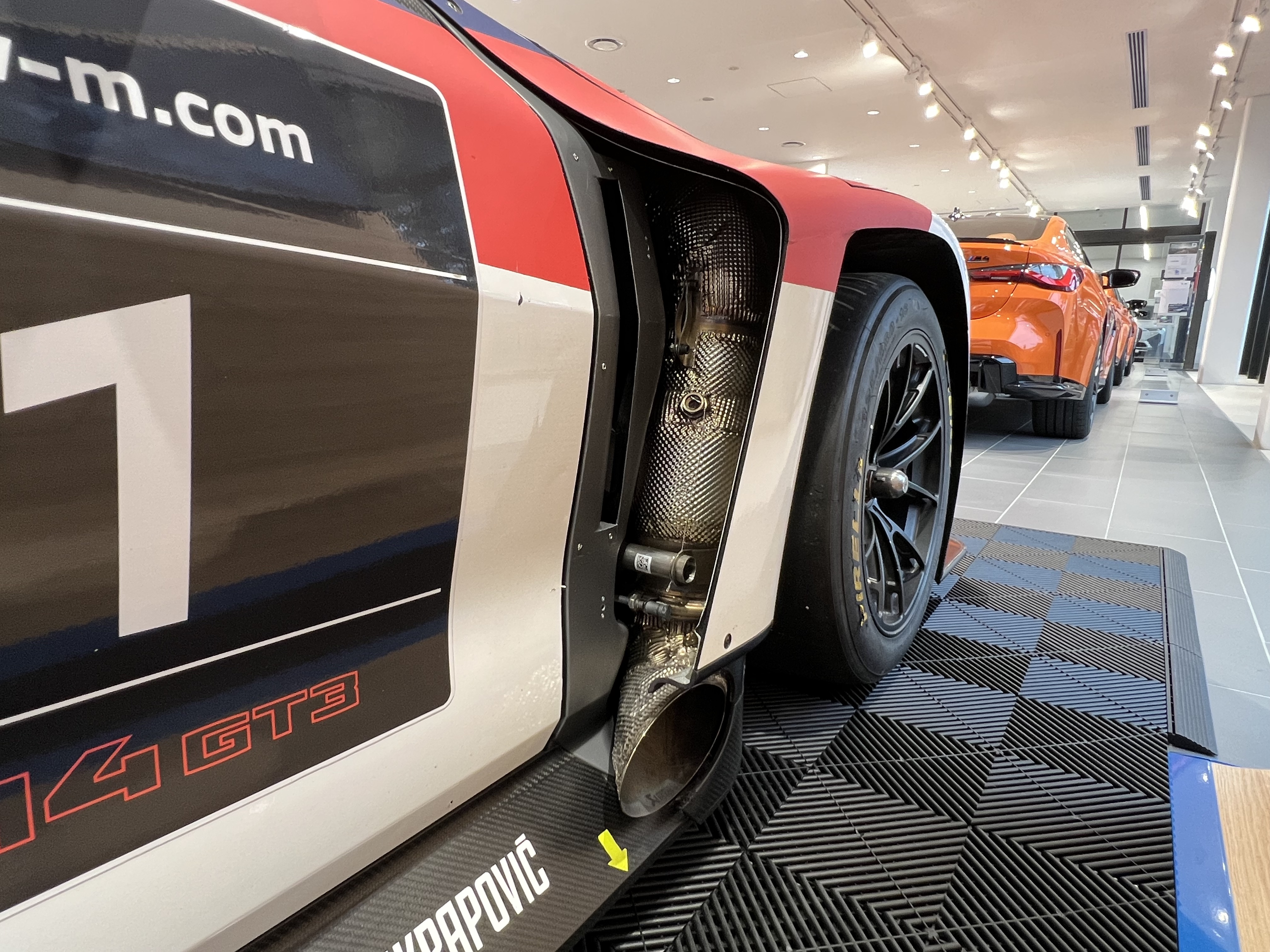
M4 GT3 マフラー周辺

### M4 GT4
先代のM4 GT4に次ぐ新型のGT4車両として2023年シーズンのレース参戦に向けて開発を進める旨の発言がBMWのモータースポーツのディレクターからされている。

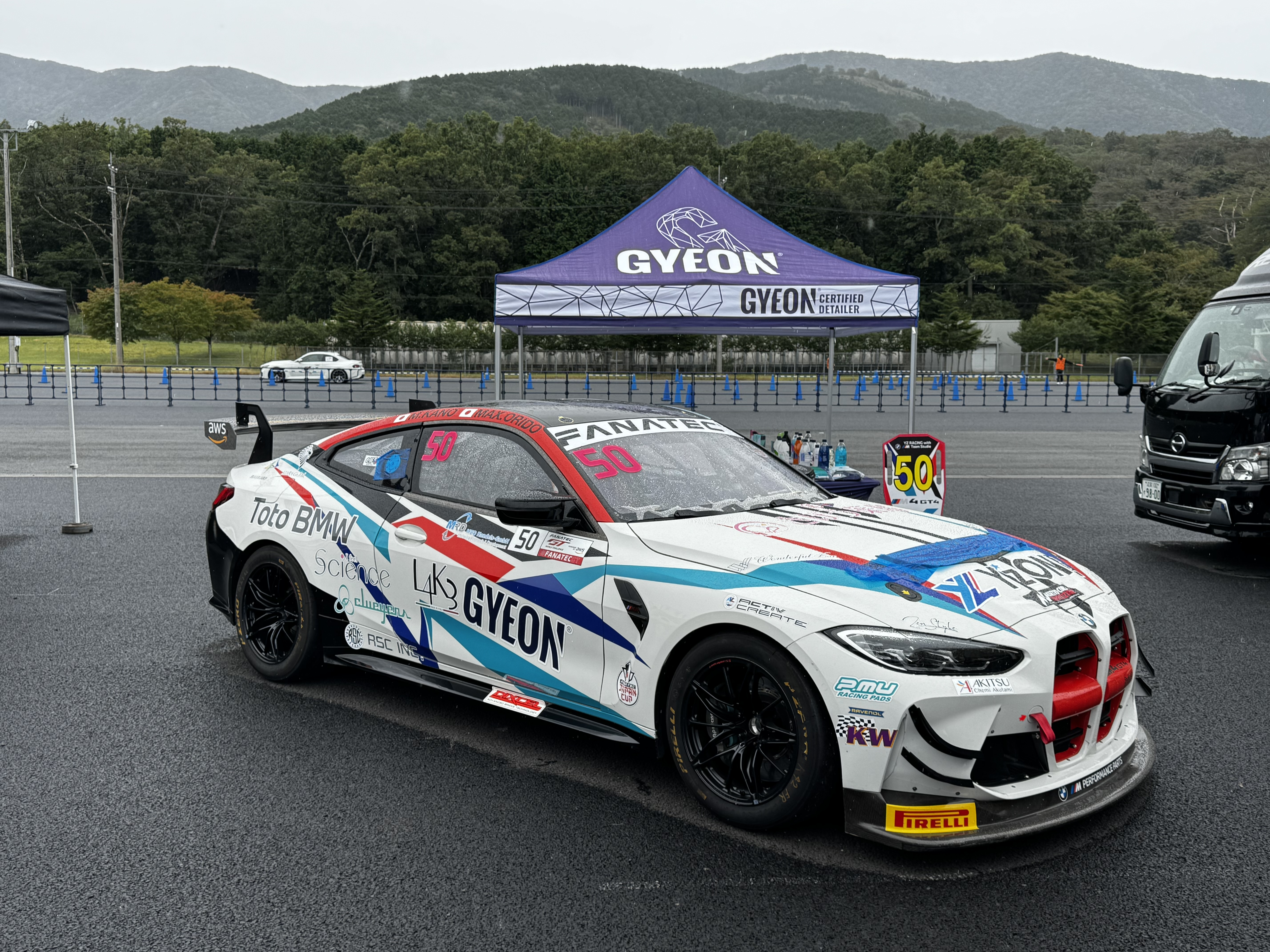
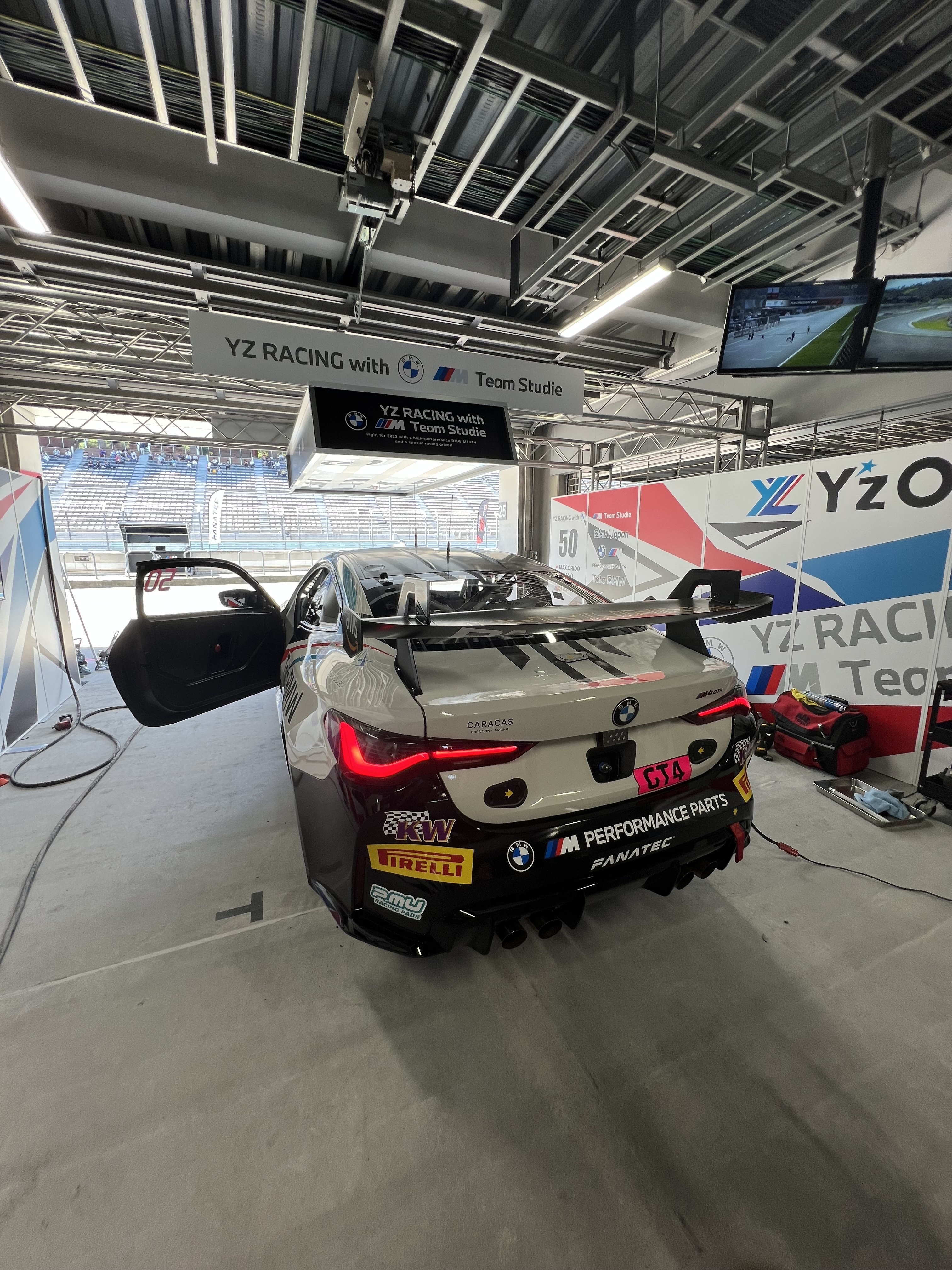

| グレード         | 製造年 | エンジン型式 | エンジン         | 排気量  | 最高出力/最大トルク            | 変速機             | 駆動方式 | ハンドル位置 |
| ---------------- | ------ | ------------ | ---------------- | ------- | ------------------------------ | ------------------ | -------- | ------------ |
| M4 GT4（ZF 7速） | 2022年 | P58          | 直列6気筒 ターボ | 2,993cc | 550ps/66.2kgf･m *BoPにより変動 | ZF 7-speed gearbox | 後輪駆動 | 左           |